# 1994グループ
1994グループ（英: 1994 Group）は、イギリスの研究型大学11校によって構成される団体である。1994年にイギリスの大規模大学がラッセル・グループを立ち上げたことに対抗して同年に設立され、2013年に解体した。
当初は17校が加盟していて、19校に増え、その後11校に減少した。2012年に活動が低迷し始め、多くの加盟大学がラッセル・グループに参加するために脱退した。 
ラッセル・グループと同様に、1994グループも政府機関などへ自らの要望を伝える圧力団体であった。ラッセル・グループの加盟校と比較すると、この1994グループの加盟校は、学生数が少なく、所在地に小都市が多く、設立年および大学認定年が若いことが特徴である。また1994グループの大学は文系学部が強く、医学部がない大学が多い。

## 加盟大学
| 写真 | 大学名                                                                     | 所在地                       | 設立年 | 学生数 |
| ---- | -------------------------------------------------------------------------- | ---------------------------- | ------ | ------ |
|      | ロンドン大学バークベック Birkbeck, University of London                    | ロンドン                     | 1823   | 19,020 |
|      | イースト・アングリア大学 University of East Anglia                         | ノリッジ                     | 1963   | 19,585 |
|      | エセックス大学 University of Essex                                         | コルチェスター               | 1964   | 11,690 |
|      | ロンドン大学ゴールドスミス Goldsmiths, University of London                | ロンドン                     | 1891   | 7,615  |
|      | UCL・インスティチュート・オブ・エデュケーション UCL Institute of Education | ロンドン                     | 1902   | 7,215  |
|      | ランカスター大学 Lancaster University                                      | ランカスター                 | 1964   | 17,615 |
|      | レスター大学 University of Leicester                                       | レスター                     | 1921   | 16,160 |
|      | ラフバラー大学 Loughborough University                                     | ラフバラー                   | 1909   | 17,825 |
|      | ロンドン大学ロイヤル・ホロウェイ Royal Holloway, University of London      | イグハム（ロンドン郊外）     | 1849   | 7,620  |
|      | 東洋アフリカ研究学院 School of Oriental and African Studies                | ロンドン                     | 1916   | 4,525  |
|      | サセックス大学 University of Sussex                                        | ファルマー（ブライトン郊外） | 1961   | 12,415 |

- 表記はアルファベット順。
- 学生数は2006年時点のデータを引用[4]。